# Ben Bobzien
Ben Justus Bobzien (* 29. April 2003 in Gießen) ist ein deutscher Fußballspieler. Er spielt seit der U12 für den 1. FSV Mainz 05.

## Karriere

### Verein
Nach seinen Anfängen in der Jugendabteilung des VfB Gießen und der TSG Wieseck wechselte er im Winter 2014/15 in die Jugendabteilung des 1. FSV Mainz 05. Für seinen Verein bestritt er 22 Spiele in der B-Junioren-Bundesliga und elf Spiele in der A-Junioren-Bundesliga, bei denen ihm insgesamt 15 Tore gelangen. Im Dezember 2021 unterschrieb er bei seinem Verein seinen ersten Profivertrag, kam aber nur zu zehn Spieltagskadernominierungen in der Bundesliga, ohne eingesetzt zu werden und zu einem Einsatz im DFB-Pokal. Ansonsten spielte er für die zweite Mannschaft in der Regionalliga Südwest. 
Um höherklassig Spielpraxis zu sammeln, wurde er Ende Januar 2023 für den Rest der Spielzeit an den Drittligisten SV Elversberg verliehen. Für die SVE kam er in 14 Ligaspielen als Einwechselspieler zum Einsatz, ohne ein Tor zu erzielen; mit der Mannschaft stieg er am Saisonende als Meister in die zweite Bundesliga auf. Im Finalspiel des Saarlandpokals 2023 gegen den 1. FC Saarbrücken erzielte er den Siegtreffer zum 3:2.
Nach Ende des Leihgeschäfts kehrte Bobzien zur Vorbereitung auf die Bundesligasaison 2023/24 zur Profimannschaft von Mainz 05 zurück. Im August 2023 wurde er erneut verliehen, diesmal an den österreichischen Bundesligisten SC Austria Lustenau. Während der Leihe kam er zu 27 Einsätzen für Lustenau in der Bundesliga, aus der er mit dem Team aber abstieg.
Zur Saison 2024/25 wurde der Angreifer ein drittes Mal verliehen, er wechselte innerhalb Österreichs zum Bundesligisten SK Austria Klagenfurt. Für Klagenfurt kam er zu 31 Bundesligaeinsätzen, in denen er neunmal traf. Auch mit Klagenfurt stieg er aus der Bundesliga ab.

### Nationalmannschaft
Bobzien bestritt seit 2021 für die U19 und U20 des DFB insgesamt 13 Spiele, bei denen ihm drei Tore gelangen.

## Titel
- Meister der B-Jugend-Bundesliga 2020
- Meister der 3. Liga 2023
- Saarlandpokal-Sieger 2023